# Johann Nicol Adam Zeh

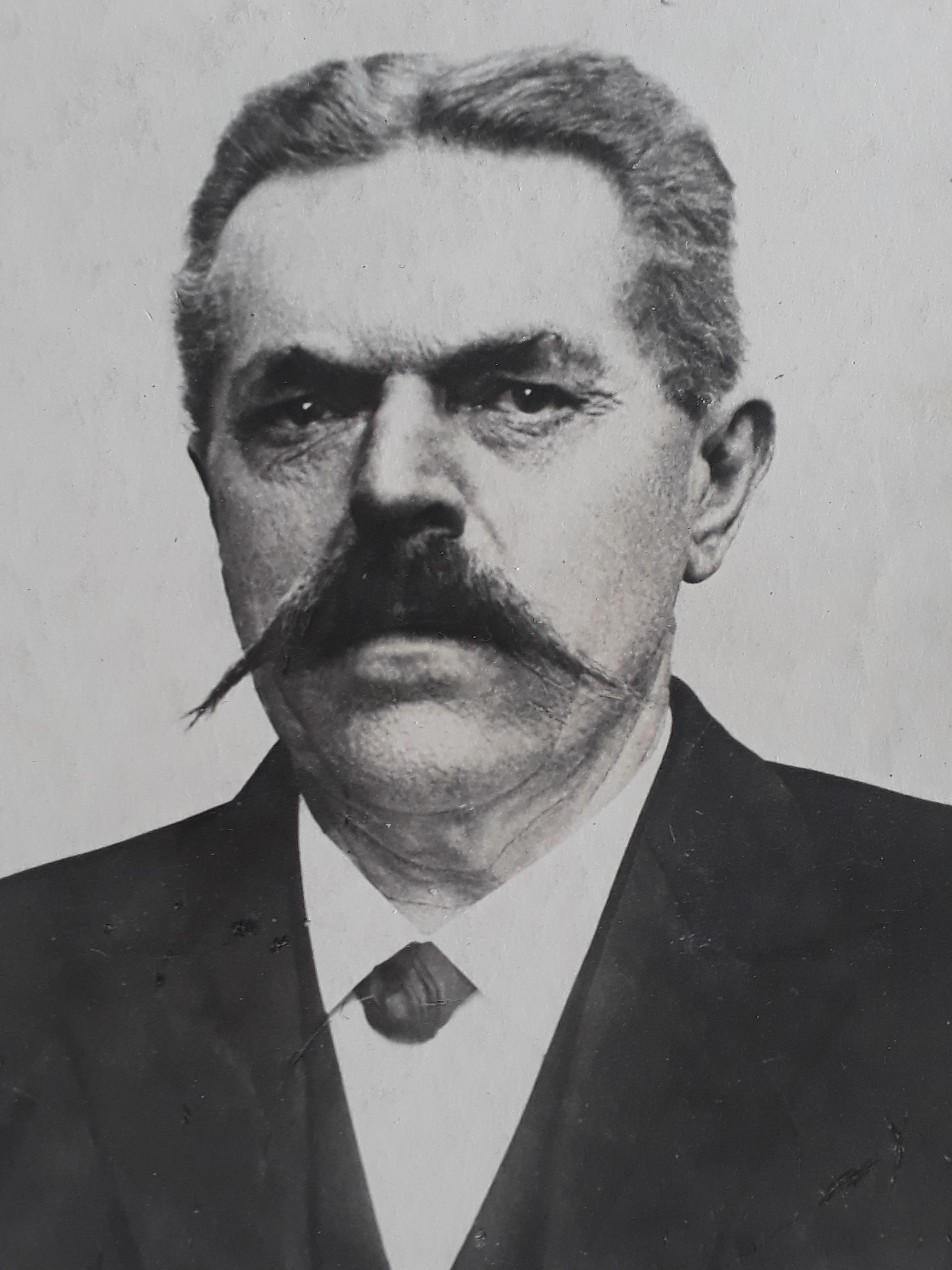
Johann Nicol Adam Zeh um 1900

Johann Nicol Adam Zeh (* 5. Februar 1845 in Rehau; † 21. Januar 1916) war ein deutscher Unternehmer.

## Werdegang
Johann Nicol Adam Zeh, genannt Hans, wurde als Sohn des Zimmermanns Johann Nicol Zeh und seiner Frau Anna Katharina Georgina, geb. Sammet, geboren. Er erlernte zunächst von seinem Vater das Zimmermannshandwerk und übernahm nach dem Tod seines Vaters mit 19 Jahren die Zeh-Mühle in Rehau, die er als Müllermeister betrieb. Er heiratete Anna Margarethe, geb. Blank, aus Bayreuth, die ihm 1869 die erste Tochter Frieda Anna Christiana schenkte. 1872 kam die zweite Tochter, Maria Anna Georgina, zur Welt und 1874 Johanna Henriette als dritte Tochter, bevor 1880 ihr einziger Sohn Ernst geboren wurde.
Johann Nicol Adam Zeh gründete 1880 die Porzellanfabrik Zeh, Scherzer & Co.
Er leitete die Fabrik bis zum Jahre 1912 und nahm sein Amt als Vorsitzender des Aufsichtsrats bis 1915 wahr.
Neben diesen Tätigkeiten war er im Aufsichtsrat der Porzellanfabrik Moschendorf und betrieb ethnologische Studien. Als Kommunalpolitiker war er vom 7. Januar 1988 bis zum 28. Januar 1899 Bürgermeister der Stadt Rehau und Mitglied des Landrats von Oberfranken. Die Stadt Rehau würdigte seine Leistungen, indem sie ihm am 19. April 1899 die Ehrenbürgerurkunde verlieh und ihm 1901 den Titel Kommerzienrat vergab. 1900 gründete er den Verband Deutscher Porzellangeschirrfabriken mit, in dessen Aufsichtsrat er von 1903 bis 1912 aktiv war. Dort galt er wegen seiner besondere Fähigkeit, Streit zu schlichten, als „Friedensengel“.

## Ehrungen
- 1899: Ehrenbürger der Stadt Rehau
- 1901: Kommerzienrat